# Nieużytki porolne
Nieużytki porolne – powierzchnie po użytkach rolnych nie objęte już zabiegami agrotechnicznymi i wyłączone z gospodarki rolnej.
Nieużytki porolne mogą być przeznaczone do zalesienia. Na nieużytkach porolnych przygotowanie gleby pod sadzenie jest podobne jak na powierzchniach leśnych – haliznach. Posadzona na takich glebach np. sosna cierpi bardzo od grzyba rodzaju Heterobasidion, zwanego korzeniowiec sosnowy, powodującego chorobę korzeni, jedną z najgroźniejszych gospodarczo chorób drzew leśnych. Dlatego też bardzo ważnym zabiegiem jest wprowadzanie domieszek drzew liściastych.

## Inne
- W piśmiennictwie mykologicznym korzeniowiec sosnowy opisywany był pod wieloma innymi polskimi nazwami: huba gładka, huba korzeniowa, huba wieloletnia, wrośniak korzeniowy, żagiew korzeniowa, żagiew wieloletnia[3].